# La Roque-Alric
La Roque-Alric es una comuna francesa situada en el departamento de Vaucluse, en la región de Provenza-Alpes-Costa Azul.

## Demografía
| 42 | 33 | 36 | 52 | 59 | 54 | 52 |
| Para los censos de 1962 a 1999 la población legal corresponde a la población sin duplicidades (Fuente: INSEE [Consultar]) |    |    |    |    |    |    |